# Челични алхемичар
Челични алхемичар (јап. 鋼の錬金術師, Hagane no Renkinjutsushi) је манга коју је написала и илустровала Хирому Аракава. Наслов се објављивао од 2001. до 2010. године у месечном часопису Monthly Shōnen Gangan компаније Square Enix. Поглавља су касније сакупљена у 27 танкобон тома. У свету „Челичног алхемичара“, по изгледу сличном раном двадесетом веку и Индустријској револуцији, алхемија је научно поткрепљена и коришћена у свакакве сврхе. Прича прати два брата, Едварда и Алфонса Елрика, који су у потрази за Каменом мудрости након што су алхемијом неуспешно покушали да оживе своју мајку, и у процесу изгубили делове тела. 
Манга је двапут адаптирана у аниме серију, једном 2003, и други пут 2009. године. Прва адаптација је завршена пре манге, па је имала оригиналан крај. Обе адаптације су имале по један анимирани филм и пар Оригиналних видео анимација. Манга је такође адаптирана у играни филм (2017) и лајт роман. „Челични алхемичар“ је произвео многе видео игрице, артбукове, карте на размењивање, акционе фигуре и друге рекламне материјале. 
„Челични алхемичар“ је један од најпопуларнијих манга серија на свету, са 80 милиона продатих копија. Од награда, манга је добила признање 2004. за најбољу шонен мангу, 2010. за омиљену мангу и 2011. године за најбољи научно фантастични стрип (Награда Игл и Награда Сеиун). Прича је имала позитиван пријем, поготово њене акционе сцене, развој ликова, симболизам и филозофска тематика.
У Србији, издавачка кућа Чаробна књига је превела мангу на српски језик.

## Синопсис

### Свет
Прича се одвија у фиктивној држави званој Аместрис. У свету „Челичног алхемичара,“ алхемија је практикована дисциплина. Алхемичари који раде за државу се зову Државни алхемичари и аутоматски добијају чин мајора у војсци. Помоћу круга за трансмутацију, алхемичари имају способност да створе шта год пожеле. Додуше, морају да прате „закон еквивалентне размене”; односно, да би направили нешто, прво морају да понуде предмет исте масе. Такође, постоје две ствари које не смеју да трансмутују: људе и злато. Нико није успео успешно да изврши људску трансмутацију. Свако ко је покушао је изгубио неки део тела и као резултат трансмутације створио изобличену масу. Осим тога, одведени су пред Истину, биће налик Богу које шаље кривце кроз своју капију. Тамо им пуни главу свакавким инфомрацијама због којих добијају способност да трансмутују без круга.
Закон еквивалентне размене се, донекле, може прекшити помоћу супстанце зване Камен мудрости. Од ове материје се такође могу правити моћна бића звана хомункулуси.
Аместрис је подељен на више градова и вароши. Престоницу чини Сентрал Сити (Централни град). На самом северу се налази војни град Бригз. Од осталих градова/вароши имамо Ризенбур (место рођена браће Елрик), Лиор (град у коме народ поштује лажног чудотворца), долину Раш (место пуно стручњака за ауто-протезе) и покрајину Ишбал у којој се не практикује алхемија и која је уништена у ишбалском рату. Поред Аместриса, у причи сазнајемо за државу Синг која се више фокусира на лековити апсект алхемије, односно алкахестрију.

### Радња
Едвард и Алфонс Елрик живе у Ризенбуру са својом мајком Тришом и оцем Хоенхајмом. Отац их из непознатих разлога напушта, и убрзо након тога Триша се разбољева и умире. Дечаци одлазе да тренирају алхемију код Изуми Кертис, након чега покушају људском трансмутацијом да врате своју мајку у живот. Трансмутација испрва изгледа као да ће успети, али ситуација се убрзо мења. Едвард губи своју леву ногу, а од Алфонса остаје само његова душа. Едвард жртвује своју десну руку и припаја братовљев дух са оклопом. У посету им потом долази Рој Мустанг који нуди Едварду позицију Државног алхемичара. Након што добије простетичку руку и ногу, Едвард и његов брат одлазе у Централ Сити и Едвард постаје Државни алхемичар и добија надимак „Челични алхемичар“. Захваљујући доброј плати, браћа Елрик проводе следеће три године тражећи супстанцу која ће им повратити тела, такозвани Камен мудрости.
Почетком потраге, браћу Елрик напада Скар, Ишбалан који мрзи Државне алхемичаре. Скар уништава Едвардове протезе, и умало убија браћу. Едвард и Алфонс се потом враћају у Ризенбур како би Винри Рокбел, механичарка и њихова пријатељица из детињства, поправила Едвардов аутомејл. Након тога, браћа упознају др. Марка, човека који је користио Камен мудрости, али који их одговара од потраге за истим. Убрзо након тога сазнају мрачну тајну о камену, да се састоји од људи. Желећи да побољшају своју алхемију, и како би нашли бољи начин да створе камен, Едвард и Алфонс одлазе код Изуми на тренинг. У међувремену, Мустангов пријатељ Хјуз наставља потрагу у њихово име, али га убија хомункулус звани Завист. Браћа сазнају да је Изуми такође покушала да изврши људску трансмутацију на свом мртворођеном детету, и да је као казну за то изгубила део стомака. Алфонса потом напада хомункулус звани Похлепа, али га спашава владар Аместриса и хомункулус Гнев, краљ Бредли. 
Браћа потом упознају Лина, принца државе Синг који такође тражи Камен мудрости како би осигурао своју позицију на трону. Након тога, враћају се у Централ Сити где сазнају да је Хјуз убијен. Поручник Марија Рос је лажно оптужена за његово убиство, па јој Мустанг помаже да лажира своју смрт. Мустанг потом убија хомункулуса званог Пожуда, а Лин и Ед нападају Прождрљивост, али их он гута. Успевају да се ослободе, али Лина убрзо запоседа Похлепа. У међувремену, Скар, принцеза из Синга звана Меи Чанг, коруптирани официр звани Јоки и сада киднаповани др. Марко одлазе на север. 
Едвард и Алфонс такође одлазе на север, до војног утврђења званог Бригз. Тамо налазе хомункулуса званог Лењост и сазнају да је његов творац, човеколико биће звано Отац, створио Аместрис како би жртвовао његове становнике и од њих направио огроман Камен мудрости. Њиме планира да се уједини са Истином и постане Бог. Браћа се удружују са Скаровом групом и Лином/Похлепом како би зауставила његове планове. Убрзо након тога, сазнају да је њихов отац, Хоенхајм у ствари вековима стар, и да му је моћ бесмртности дао нико други до Отац.
Упркос свему, Отац успева да створи свој Камен мудрости и постане огромно биће. Међутим, Скар и Хоенхајм чине тај његов нови облик нестабилним, дајући браћи и њиховим пријатељима шансу да га зауставе. Грид гине у борби, а Алфонс се жртвује како би вратио руку свом брату. Едвард успева да порази Оца, али се одмах потом одриче својих алхемичарских моћи како би вратио братовљеву душу и тело. 
Браћа се потом враћају кући, али две године касније се растављају како би наставили своја истраживања. Едвард и Винри се венчавају и добијају двоје деце.

## Стварање

### Почетак и инспирације
Аракаву је фасцинирао концепт Камена мудрости, па је хтела да њени ликови користе алхемију. Мада, читајући многе књиге о тој теми, схватила је да различити извори често контрадикују једни друге. Стога, њу је више занимао филозофски аспект алхемије од практичног. Инспирацију за „закон еквивалентне размене” добила је од својих родитеља који су поседовали њиву у Хокаиду и који су морали вредно да раде како би преживели.
Аракава је хтела да убаци и друштвене проблеме у своју причу. У ту сврху, стално је гледала вести и причала са мигрантима, ратним ветеранима, и бившим мафијашима. Што се тиче самог света у коме се одвија прича, Аракава је била инспирисана европском Индустријском револуцијом; фасцинирале су је разлике у култури, архитектури и одевању између Европљана и Јапанаца. Највише ју је инспирисала Енглеска, као и стимпанк стил.  Регија Ишбал из манге има велике сличности са Блиским истоком, и рат који се десио у манги је претходио рату у Ираку, који је избио неколико година касније.
Када је манга почела са серијализацијом, Аракава је још увек имала недоумице о неким деловима приче, па и о самом крају. Желела је да браћа Елрик поврате своја тела, макар делимично. Временом, видевши како су јој се ликови лепо развили, одлучила је да промени неке сцене.  Аракава је рекла да су дизајн њених ликова инспирисали стилови манга аутора Суиха Тагаве и Хиројуки Ето. Такође је рекла да јој је било најлакше да црта Алекса Луија Армстронга, као и животиње које су се често нашле у причи. Покушала је да убаци што више хумора у радњу, јер сматра да манге јесу поврх свега вид забаве.

### Крај
Након што је објавила око четрдесет поглавља, Аракава је убрзала радњу. Није желела да нека поглавља буду забавнија од других, па је избацила непотребне детаље и потпуно осмислила климакс приче. Осим наведеног разлога, Аракава је морала да избаци неке детаље јер је имала ограничен број страна који је могла да објави у датом року. Зато су неки ликови имали мање улоге у одређеним поглављима. Аракава је мислила да ће манга имати двадесет и један том, али на крају је тај број повећан на двадесет и седам. Манга се објављивала девет година, и Аракава је рекла да је задовољна својим радом јер је успела да прикаже све што је желела.
Док је прва аниме адаптација била у продукцији, Аракава је дозволила студију да ради независно од ње и да смисли свој крај. Желела је још времена да ради на манги, и било јој је драже да аниме има другачији крај. Свиделе су јој се идеје аниме студија и била је фасцинирана колико се порекло хомункулуса разликовало од манге. Пошто је помагала аниме студију око продукције, није могла да посвети пуно времена илустровању насловних страна манге.

### Тематика
Манга се бави друштвеним проблемима, као што су дискриминација, политика, рат, братство, породица, и научним развићима. Скарова прошлост и његова мржња према Државним алхемичарима су базирани на историји Аину народа чија је земља била одузета. Прича приказује последице герилског ратовања и многобројност агресивних војника у служби. Скарово коришћење алхемије (која је забрањена у његовој религији) да убије алхемичаре, алузија је на чињеницу да су неки Аини одузимали земљу сопственим људима. То што је Пинако Рокбел усвојила браћу Елрик након што су изгубили мајку, приказује како Аракава сматра да друштво треба да се опходи према сирочићима. Посвећеност ликова у манги према својим пословима, референца је на константну потребу за радом како бисмо се прехранили.

## Издаваштво
Мангу „Челични алхемичар“ је написала и илустровала Хирому Аракава. Наслов се објављивао у месечном магазину  Monthly Shōnen Gangan, компаније Square Enix. Први пут се појавила у августовском издању 12. јула 2001. године, и објављивала се све до октобарског издања 11. септембра 2010. године. Поглавља су временом прикупљена, и од 22. јануара 2002, до 22. новембра 2010. године објављена у укупно 27 танкобон томова. Од 22. јуна 2011, до 22. септембра 2012. објављена су и канзенбан издања, са укупно 18 томова. Манга је такође имала прототип, који је 2011. године био увршћен у јулско издање часописа.
У Србији, издавачка кућа Чаробна књига, је 4. октобра 2022. године најавила да ће преводити мангу на српски језик. Први том објављен је 26. октобра исте године.

## Франшиза

### Аниме серије
„Челични алхемичар“ је двапут адаптиран у аниме серију. Прва адаптација, „Челични алхемичар“ из 2003. године, прати прву половину манге, али има потпуно другачији крај; док адаптација из 2009. године, „Челични алхемичар: Братство,“ се држи оригиналног краја и представља верну адаптацију манге.

### Филмови

#### Анимирани
Обе аниме серије су имале по један анимирани филм. Fullmetal Alchemist the Movie: Conqueror of Shamballa („Челични алхемичар: Освајач Шамбале“), наставља причу прве адаптације, а Fullmetal Alchemist: The Sacred Star of Milos („Челични алхемичар: Милошева света звезда“)  представља додатну причу из друге адаптације.

#### Играни
Манга је 2017. године адаптирана у играни филм. Режисер пројекта је био Фумихико Сори, а главне улоге тумачили су Рјосуке Јамада (Едвард Елрик), Цубаса Хонда (Винри Рокбел) и Дин Фуђијока (Рој Мустанг). Марта 2022. године објављено је да ће наставци филма, Fullmetal Alchemist: Final Chapter - The Avenger Scar и Fullmetal Alchemist: Final Chapter - The Last Transmutation, изаћи 20. маја и 24. јуна.

### Лајт романи
Компанија Square Enix је објавила шест лајт романа овог наслова, и свих шест је написала Макото Иноуе. Романи представљају додатне приче и прате браћу Елрик и њихову потрагу за Каменом мудрости. Први роман, Fullmetal Alchemist: The Land of Sand адаптирана је у две епизоде у оквиру прве аниме адаптације (епизоде 11 и 12). Три видео игрице ове франшизе (за PlayStation 2 конзолу), Fullmetal Alchemist and the Broken Angel, Curse of the Crimson Elixir, и The Girl Who Succeeds God су такође адаптиране у романе. Прву је написала Макото Иноуе, а друге две Ђун Еишима. Адаптиране су и две Wii игрице, Prince of the Dawn и Daughter of the Dusk; обе је написао Сођи Маћида и продаване су као један том.

### Аудио драме
„Челични алхемичар“ је произвео две серије аудио драма. Прва серија се састоји од три тома. Први том, Fullmetal Alchemist Vol. 1: The Land of Sand (砂礫の大地, Sareki no Daichi), објављен је пре прве аниме адаптације и има сличну причу као први роман. Овде се појављују браћа Трингам, ликови екслузивни за ову аудио драму и прву аниме адаптацију. Други и трећи томови, Fullmetal Alchemist Vol. 2: False Light, Truth's Shadow (偽りの光 真実の影, Itsuwari no Hikari, Shinjitsu no Kage) и Fullmetal Alchemist Vol. 3: Criminals' Scar (咎人たちの傷跡, Togabitotachi no Kizuato) су базирани на манги. Друга серија, која се добијала само уз Shōnen Gangan, састоји се од две приче, обе подељене на два дела. Прва прича, Fullmetal Alchemist: Ogutāre of the Fog (霧のオグターレ, Kiri no Ogutāre) се продавала у априлском и мајском издању 2004. године, а друга прича, Fullmetal Alchemist: Crown of Heaven (天上の宝冠, Tenjō no Hōkan), се продавала у новембарском и децембарском издању 2004. године.

### Видео игре
„Челични алхемичар“ има бројне видео игре, често са причама које нису повезане са главном фабулом манге и/или аниме серијама. Компанија  је произвела три видо-игре улога: Fullmetal Alchemist and the Broken Angel, Curse of the Crimson Elixir, и Kami wo Tsugu Shōjo. Компанија  је произвела две виде-игре улога за конзолу Game Boy Advance: Fullmetal Alchemist: Stray Rondo и Fullmetal Alchemist: Sonata of Memory; и једну, Dual Sympathy, за Nintendo DS. Такође, у Јапану, Bandai је од 20. маја 2010. године продавао још једну видео-игру улога, Fullmetal Alchemist: To the Promised Day за конзолу PlayStation Portable. Иста компанија је прозивела и једну борилачку игру, Dream Carnival, за PlayStation 2. Северноамеричка компанија Destineer је направила игрицу за Nintendo DS базирану на картицама за размењивање. Од седам игрица направљених у Јапану, Broken Angel, Curse of the Crimson Elixir, и Dual Sympathy нашле су се и на интернационалном тржишту. Конзола Wii је имала две игрице, Akatsuki no Ōji, и њен наставак Tasogare no Shōjo. Прва је изашла 13. августа 2009, а друга 10. децембра исте године.
Аракава је надгледала причу и дизајнирала ликове за видео-игре улога, док је Bones–студио који је одговоран за аниме серије–произвео многе анимиране сцене. За инспирацију, коришћене су игрице као што је Kingdom Hearts, и друге игрице базиране на аниме серијама. Трудили су се да направа „развијену“ игрицу. Томоја Асано, асистент продуцента, рекао је да, за разлику од многих игрица овог типа, требало им је више од годину дана да доврше игрицу.

### Књиге са илустрацијама и водичи
„Челични алхемичар“ има неколико књига са илустрацијама, односно артбукова. Компанија Square Enix је прозивела три артбука, под називом  The Art of Fullmetal Alchemist. Први артбук има илустрације направљене између маја 2001. и априла 2003. године (првих шест томова), други од септембра 2003. до октобра 2005. године (томови 7-12), а трећи покрива период у коме су настали остали томови.
Манга је произвела и три водича. Састоје се од хронолошких табела, водича који у кратким цртама објашњавају причу, као и додатне приче које нису објављене заједно са мангом.

### Остало
Компаније као што су Medicom и Southern Island прозивеле су многе акционе фигуре, бисте, и статуе овог наслова. Medicom је произвео фигурине ликова из аниме серије, које је Southern Island есклузивно продавао у САД и Уједињеном Краљевству. Southern Island је 2007. године продавао сопствене фигурине, међу којима је требало да буде статуа од дванаест инча. Међутим, компанија је у међувремену банкротирала. Компанија Joyride Entertainment је од 2005. до 11. јула 2007. године продавала картице на размењивање, са укупно шест издања.  је 15. октобра 2007. године од тих картица направио видео игру.

## Пријем

### Популарност
Заједно са мангом Yakitate!! Japan, „Челични алхемичар“ је 2004. године победио у катергорији за најбољи шонен на 49. такмичењу за Шогакуканову награду за манге. Манга је 2010. и 2011. освојила прво место у категорији за најбољу мангу на такмичењу за награду Игл. Такође је 2011. године освојила награду за најбољи стрип у жанру за научну фантастику (Награда Сеиун). Аракава је 2011. године на 15. такмичењу за Културолошку награду „Тезука Осаму” освојила награду у категорији за „новог уметника”. Манга је 2017. године освојила прво место на првом годишњем такмичењу Цутајине награде за стрипове.
Компанија Oricon је 2009. године спровела анкету и којој су се анкетари изјашњавали да ли одређена манга треба да буде адаптирана у играни филм; „Челични алхемичар“ је заузео девето место на тој листи. Серија је популарна и међу људима који пишу фанфикције (Dōjinshi). У Јапану, на једном од Super Comic City конвенција, било је преко 1.100 дођиншија базираних на „Челичном алхемичару“. Представници Anime News Network-а рекли су да је серија имала сличан број фанфикција на конвенцији Comiket из 2004. године. На анкети компаније TV Asahi из 2021. године, на којој је 150.000 људи гласало за 100 најбољих манга серија, „Челични алхемичар“ је заузео 9. место.

### Зарада
Заједно са франшизама Final Fantasy и Dragon Quest,  „Челични алхемичар“ је један од најлукративнијих наслова компаније . Закључно са 27. томом, у Јапану је продато преко 50 милиона копија манге. Такође у Јапану, по подацима из 2010. године, продато је милион копија сваког тома. По подацима из 2018. године, продато је преко 70,3 милиона копија, од којих је 16,4 милиона продато ван Јапана. А по подацима из 2021. године, продато је преко 80 милиона. Енглески превод манге је такође један од најпродаванијих у Америци.
Током 2008. године, продато је преко милион копија 19. и 20. тома манге, заузимајући 10. и 11. место на бестселер листи у Јапану. У првој половини 2009. године, манга се попела на седмо место, са преко три милиона продатих копија. Четврто и шесто место заузели су 21. и 22. том. Коуђи Тагући, продуцент у Square Enix-у изјавио је да је на почетку продато 150.000 копија првог тома. Са емитовањем прве аниме адаптације, тај број је скочио на 1,5 милиона. Број продатих копија је достигао 1,9 милиона пре него што је друга адаптација изашла, након чега је скочио на 2,1 милиона.

### Мишљење критичара
„Челични алхемичар“ има генерално позитиван пријем међу критичарима. Додуше, за први том су говорили да је клише. Мишљење им се променило са сваким наредним томом. Џејсон Томсон је похвалио Аракавине акционе сцене и женске ликове, рекавши такође да му се свиђа како је у причу убацила друштвене проблеме као што су корупција, рат и геноцид. Рекао је такође да ће манга бити упамћена као „класик 2000тих“. Мелиса Харпер (Anime News Network) је похвалила Аракавине јединствене и лако препознатљиве ликове. Хилари Голдстајн (IGN) је за Едварда Елрика рекла да је одличан микс између „типичног паметњаковића“ и „тврдоглавог детета,“ и да те његове карактеристике омогућавају да лик буде и озбиљан и смешан када затреба. Холи Елингвуд (Active Anime) похвалила је развој и сазревање ликова. Џаред Пајн (Mania Entertainment) изјавио је да, упркос делимичном поклапању, свако ко је гледао прву аниме адаптацију може да ужива и у манги. Као и остали критичари, похвалио је акционе сцене, и добар баланс између хумора и мрачних тема приче. Пајн је такође похвалио развој ликова који се појављују само у првој адаптацији. У рецензији за 14. том, Сакура Ериес (Mania Entertainment) похвалила је преокрете у причи. Такође је похвалила развој хомункулуса, као што је Грид, и акционе сцене.

## Спољашњи извори
- Челични алхемичар на званичном сајту часописа Gangan (језик: јапански)
- Челични алхемичар (манга) на веб-сајту  (језик: енглески)